# جیمی اسکات
جیمی اسکات (انگلیسی: Jamie Scott؛ زادهٔ ۱۲ فوریهٔ ۱۹۸۴) موسیقی‌دان اهل بریتانیا است. وی از سال ۲۰۰۲ میلادی تاکنون مشغول فعالیت بوده‌است.